# La Cruz (Guanajuato)
La Cruz es una localidad del estado mexicano de Guanajuato. Es parte del municipio de Celaya.

## Demografía
| Gráfica de evolución demográfica |
|                                  |

| Censo | Población |
| ----- | --------- |
| 1930  | 100       |
| 1940  | 246       |
| 1950  | 181       |
| 1960  | 557       |
| 1970  | 809       |
| 1980  | 1 165     |
| 1990  | 1 654     |
| 2000  | 1 454     |
| 2010  | 1 756     |
| 2020  | 1 845     |